# Agrypon rhamphidum
Agrypon rhamphidum là một loài tò vò trong họ Ichneumonidae.